# Letteranatomie
Letteranatomie is de structuur van letters in de verschillende lettertypes en -stijlen. Deze wordt bepaald door de structuren, de vorm en oriëntatie van de streken en de positie van de letters.

## Structuren
Er worden verscheidene oppervlaktes, maar vooral streken onderscheiden bij de verschillende letters en lettertypes:
| vlees  | oog of pons | open pons          | beeld                         | stam of schacht | schreef | buik of ronding | haarlijn          | verdikking |
|        |             |                    |                               |                 |         |                 |                   |            |
| ophaal | neerhaal    | apex, spits of top | vertex, kruising of onderkant | dwarsstreep     | opening |                 |                   |            |
|        |             |                    |                               |                 |         |                 |                   |            |
| arm    | been        | diagonaal          | hals                          | s-curve         | as      |                 |                   |            |
|        |             |                    |                               |                 |         |                 |                   |            |
| romp   | stok        | staart             | lus                           | verbinding      | oor     |                 |                   |            |
|        |             |                    |                               |                 |         |                 |                   |            |
| e-balk | uitloop     | schouder           | vlag                          | druppel         | spoor   | ligatuur        | discrete ligatuur |            |

Belangrijke verschillen in structuur bij elk lettertype zijn die tussen kapitalen, kleinkapitalen en onderkast. De staarten en vooral de stokken dienen als herkenningspunten en verbeteren zo de leesbaarheid.
Een belangrijk verschil tussen lettertypes is het wel of niet hebben van schreven. Schreven maken letters beter van elkaar te onderscheiden en daardoor zijn gewone gedrukte geschreefde teksten leesbaarder dan schreefloze teksten. Naast geschreefde en schreefloze letters zijn er ook speciale letters als script.

## Positie
De letterlijn, basislijn of schriftlijn is de denkbeeldige lijn waarop letters staan en waaronder de staarten van kleine letters uitkomen. De interlinie of regelafstand wordt gemeten van letterlijn tot letterlijn.
Het korps was oorspronkelijk de hoogte van de loden letters, meestal de kp-hoogte, de hoogte tussen de bovenkant van de stok en de onderkant van de staart. Deze hoogte is echter niet gestandaardiseerd en tegenwoordig zijn er veel lettertypes waarbij de stokken van kleine letters nog boven de kapitaalhoogte uitsteken. Daarom is bij moderne zettechnieken de kapitaalhoogte bepalend voor de lettergrootte, uitgedrukt in continentale didotpunten of in pica.
De Hp-hoogte is de hoogte van de bovenkant van de hoofdletters tot de onderkant van de staarten van de kleine letters. De x-hoogte is de hoogte van de romp van kleine letters, dus zonder stok en staart. De verhouding tussen korps en x-hoogte is van belang voor de leesbaarheid, waarbij een hogere romp veelal beter te lezen is. De x-hoogte speelt ook een rol bij de optimale regelafstand.
|                                  |                              |           |           |                |                                              |              |           |            |
| stokhoogte x-hoogte staartlengte | stokletterhoogte of k-hoogte | kp-hoogte | Hp-hoogte | kapitaalhoogte | accent overschot staartletter stok-overschot | accenthoogte | Êp-hoogte | interlinie |

| letterlijn accentlijn stoklijn kapitaallijn mediaanlijn letterlijn staartlijn |
|                                                                               |